# Robert Sundelin den yngre
Robert Uno Johannes Sundelin, född 15 november 1887 i Uppsala, död 4 november 1944 i Katarina församling i Stockholm, var en svensk präst.
Sundelin tog studenten 1906 i Uppsala och deltog året därefter på ett kyrkligt studentmöte i Huskvarna, tillsammans med bland annat Manfred Björkquist och Axel Lutteman. Detta möte var en del av Ungkyrkorörelsen, i vilken S. var en betydande aktör.
Sundelin växte upp i ett religiöst hem. Hans far, Robert Sundelin den äldre, domprost och professor i Uppsala. Sundelin hade under sitt unga liv en period av tvivel, som dock besegrades under studenttiden, då han även lärde känna Manfred Björkquist. Sundelin var inspirerad av pietismen, pingstväckelsen och andra väckelserörelser. 1908 (21 års ålder) fick han en frälsningsupplevelse.
Sundelin blev teologie kandidat och präst 1912 i Uppsala. Han tjänstgjorde därefter mellan 1913 och 1914 i Göteborg, mellan 1914 och 1919 vid Samariterhemmet i Uppsala och mellan 1919 och 1928 i Oscars församling i Stockholm. Under sin tid i Göteborg var han pastor, därefter arbetade han som pastorsadjunkt och/eller kyrkoadjunkt. 1928 blev han biträdande pastor vid Ersta diakonissanstalt och pastorsadjunkt i Sofia församling. Han fick aldrig en ordinarie prästtjänst, eftersom han led av allvarlig reumatism. Reumatismen blev slutligen så allvarlig att han blev tvungen att förtidspensionera sig 1943 (56 års ålder).
Mellan 1932 och 1944 var han sekreterare i Stockholms kyrkliga sjukhusråd, och från 1930 till sin död utgivare för tidskriften Ljus och kraft, vars målgrupp var sjukdomsdrabbade personer. Robert Sundelin är begravd på Uppsala gamla kyrkogård.